# The Beast (film 1914)
The Beast è un cortometraggio di Kenean Buel, sceneggiato da Robert G. Vignola e interpretato da Tom Moore e Alice Joyce. Prodotto dalla Kalem Company, uscì nelle sale il 21 luglio 1914.

## Trama
Trama e critica su Stanford University

## Produzione
Il film in 3 rulli, fu prodotto dalla Kalem Company.

## Distribuzione
Distribuito dalla General Film Company, uscì nelle sale il 21 luglio 1914.